# Short 360
Short 360 (другое обозначение SD3-60) — британский турбовинтовой самолёт для местных авиалиний. Разработан и серийно производился предприятием Short Brothers в 1981—1991. Выпущено 165 самолётов в нескольких модификациях.

## Разработка. Конструкция самолёта
Самолёт Short 360 был разработан на основе предыдущей модели Short 330 и, по сути, является несколько увеличенной и изменённой версией последнего. Целью разработки было, в первую очередь, увеличение пассажировместимости. Фюзеляж удлинён на 91 см по сравнению с моделью 330; увеличен размах крыла, вместо двухкилевого оперения установлено однокилевое. Силовая установка- 2 ТВД Pratt & Whitney PT6A-65Rs. Пассажировместимость самолёта, в зависимости от компоновки, составляет 36-39 человек.
После начала серийного производства фирма разработала и два усовершенствованных варианта самолёта: 360 Advanced (с 1985 г.) с более мощными двигателями и 360/300 (с 1987) — с шестилопастными винтами, двигателями PT6A-67R и рядом других улучшений.

## Эксплуатация

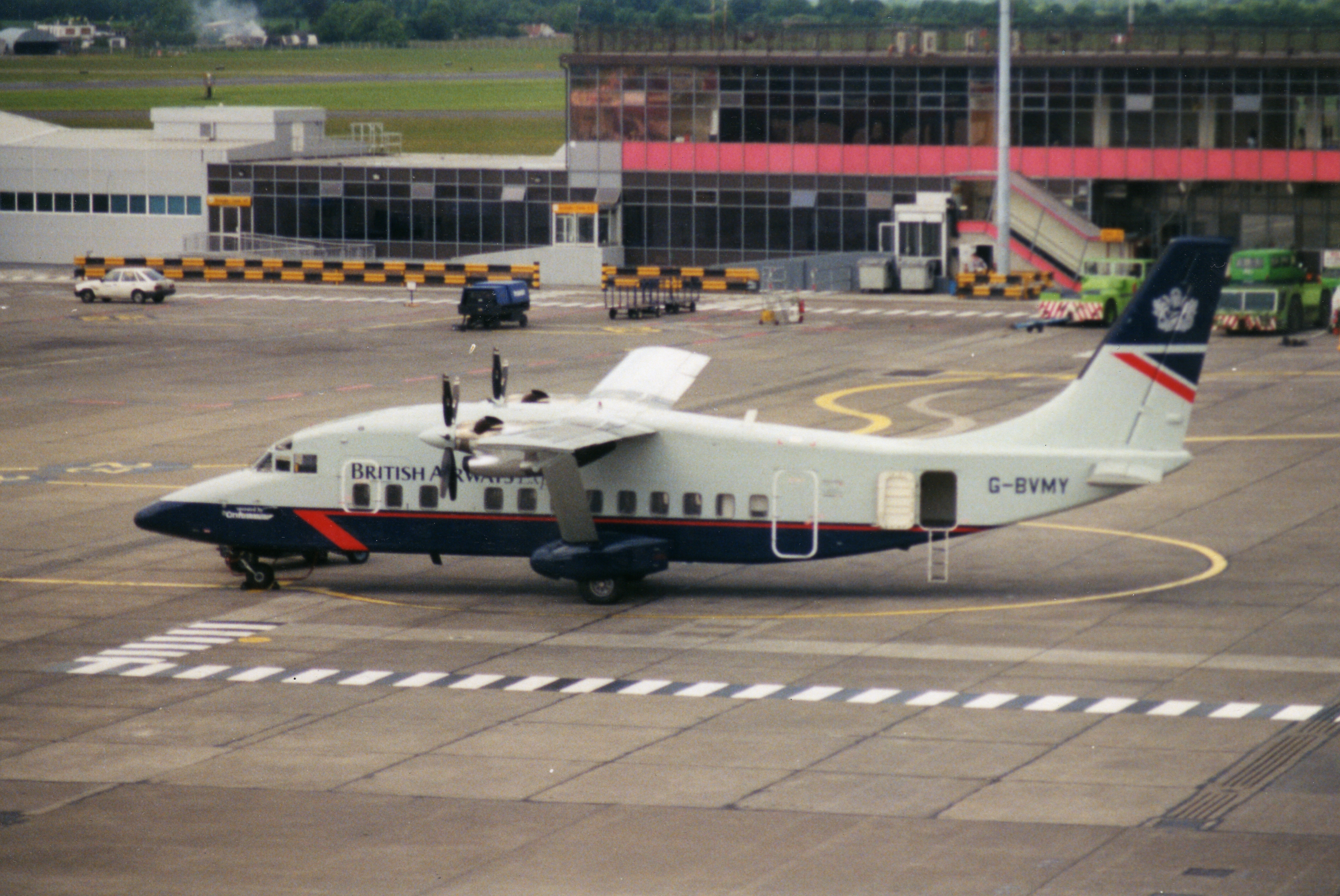
Short 360 авиакомпании British Airways Express, Дублин, 1995.

Первым оператором Short 360 стала авиакомпания Suburban Airlines (затем слившаяся с Allegheny Airlines/US Airways). Регулярная эксплуатация самолёта в этой авиакомпании началась в ноябре 1981 г. Самолёт, учитывая его происхождение от предыдущей удачной модели Short 330, занял прочное положение на местных и региональных авиалиниях. Хорошие взлетно-посадочные характеристики позволяли эксплуатировать самолёт с небольших аэродромов с длиной ВПП порядка 1400 м; относительно невысокие параметры скорости и высоты полёта компенсировались умеренной стоимостью эксплуатации и обслуживания. Среди преимуществ самолёта была и низкая шумность (модель 360 является одним из самых малошумных турбовинтовых самолётов).
Производство самолётов прекращено в 1991 году, выпуск составил 165 машин; к 1998 году в эксплуатации оставались порядка 110 самолётов данного типа.

## Эксплуатанты
По состоянию на август 2006, всего 87 самолётов Short 360 находилось в эксплуатации следующих авиакомпаний: Air Seychelles (2), Deraya Air Taxi (2), Freedom Air (2), South Pacific Express (2), Air Contractors (3), Aerocondor (4), Aurigny Air Services (1), Benair (1), Emerald Airways (10), Nightexpress (2), Aeroperlas (8), Air Cargo Carriers (19), Air Santo Domingo (1), AirNow (3), Pacific Coastal Airlines (2), Roblex Aviation (7), Servicios Aéreos Profesionales (1), Skyway Enterprises (8), Trans Air (1), Ayit Aviation and Tourism (1) и Trans Executive Airlines (4).

## Летно-технические характеристики
Экипаж: 3 (2 пилота и бортпроводник)
Пассажировместимость: 36-39
Длина: 21.58 м
Размах крыльев: 22.80 м
Высота: 7.27 м
Вес (пустой): 7,870 кг
Максимальный взлетный вес: 12,292 кг
Силовая установка: 2 × ТВД Pratt & Whitney Canada PT6A-67R, мощностью 1,424 л.с. каждый
Максимальная скорость: 470 км/ч на высоте 3,048 м
Крейсерская скорость: 400 км/ч
Скорость сваливания: 136 км/ч (шасси и закрылки выпущены)
Дальность: до 1,178 км
Практический потолок: 7,600 м
Скороподъёмность: 4.7 м/с

## Аварии и катастрофы
По данным сайта Aviation Safety Network по состоянию на 15 марта 2019 года в общей сложности в результате катастроф и серьёзных аварий были потеряны 16 самолётов Short 360. Всего в этих происшествиях погибли 95 человек.
| Дата       | Бортовой номер | Место катастрофы          | Жертвы | Краткое описание                                                                 |
| ---------- | -------------- | ------------------------- | ------ | -------------------------------------------------------------------------------- |
| 22.10.1985 | B-3606         | Эньши                     | 0/25   | Выкатился за пределы ВПП.                                                        |
| 31.01.1986 | EI-BEM         | Восточный Мидленд         | 0/36   | Авария при посадке.                                                              |
| 13.12.1987 | EI-BTJ         | Илиган                    | 15/15  | Врезался в гору.                                                                 |
| 28.11.1989 | G-ROOM         | Белфаст                   | 0/0    | Взрыв бомбы возле стоящего самолёта.                                             |
| 20.08.1990 | N730CC         | Шарлотт                   | 0/2    | Сошёл с полосы и загорелся.                                                      |
| 25.11.1997 | N691A          | Биллингс                  | 0/2    | Жёсткая посадка.                                                                 |
| 09.02.1998 | G-BLGB         | Сторновей                 | 0/30   | Жёсткая посадка.                                                                 |
| 13.01.2000 | HB-AAM         | Эль-Бурайка               | 22/41  | Упал в воду из-за обледенения.                                                   |
| 04.02.2001 | EI-BPD         | Шеффилд                   | 0/28   | При посадке сошёл с полосы.                                                      |
| 27.02.2001 | G-BNMT         | близ Эдинбурга            | 2/2    | Упал в воду при взлёте.                                                          |
| 03.03.2001 | 93-1336        | Унадилла                  | 21/21  | Разбился из-за смещения веса во время турбулентности.                            |
| 21.08.2004 | FAV-1652       | Маракай                   | 30/30  | Врезался в гору.                                                                 |
| 16.12.2004 | N748CC         | Ошава                     | 0/2    | Выкатился за пределы ВПП.                                                        |
| 05.02.2006 | N3735W         | Уотертаун                 | 3/3    | Столкнулся в воздухе с другим Short 360, который смог благополучно приземлиться. |
| 17.05.2012 | N617FB         | Хьюстон                   | 0/2    | Во время взлёта загорелись шасси.                                                |
| 29.10.2014 | N380MQ         | Аэропорт Принцессы Юлианы | 2/2    | Разбился при взлёте.                                                             |
| 23.12.2021 | 9S-GPS         | Шабунда                   | 5/5    | Подробности неизвестны.                                                          |